# Alachua megye
Alachua megye az Amerikai Egyesült Államokban, azon belül Florida államban található. Megyeszékhelye és legnagyobb városa Gainesville. Lakosainak száma 278 468 fő (2020. április 1.). Alachua megye Bradford, Union, Putnam, Marion, Levy, Gilchrist és Columbia megyékkel határos.

## Népesség
A megye népességének változása:
| Lakosok száma | 247 680 | 249 653 | 251 801 | 253 451 | 259 964 | 278 468 |
|               | 2010    | 2011    | 2012    | 2013    | 2015    | 2020    |

## Főbb utak
- I-75
- US 27
- US 41
- US 301
- US 441
- SR 20
- SR 24
- SR 26
- SR 121
- SR 331